# 박준혁 (1991년생 배우)
박준혁(1991년 ~ )은 대한민국의 배우이다.

## 출연 작품

### 영화
- (2017년) 《불한당: 나쁜 놈들의 세상》 - CRPT 역
- (2017년) 《강철비》 - 최명록 부하 역
- (2018년) 《깊고 푸른 밤》 - 정연 역
- (2018년) 《맞물린 출근길》 - 준혁 역
- (2019년) 《돈》 - 스프레드 거래 증권사 직원들 역
- (2020년) 《이웃사촌》 - 김실장 요원 3 역
- (2021년) 《강릉》 - 강력반 박달재 역
- (2023년) 천만영화 《범죄도시 3》 - 토모 부하 4 역
- (2024년) 《1980》 - 영희 아빠 역

### 드라마
- (2022년, 디즈니+) 《그리드》
- (2023년, 넷플릭스) 《택배기사》